# Vers libre
Als vers libre (französisch „freier Vers“) werden die metrisch freien Versformen in der französischen Lyrik der symbolistischen Tradition ab dem Ende des 19. Jahrhunderts bezeichnet.

## Abgrenzungen
Der vers libre ist zu unterscheiden von dem auch als vers libres classiques genannten metrisch freien, aber reimgebundenen Versformen des 17. und 18. Jahrhunderts, die besser als vers mêlés bezeichnet werden. 
Vom vers libéré („befreiter Vers“), der als Vorstufe des vers libre aufgefasst werden kann, unterscheidet er sich durch die konsequente Ablehnung aller Tradition, die im vers libéré nur etwas aufgeweicht wurde. Von den deutschen freien Rhythmen in der Nachfolge Klopstocks unterscheidet er sich formal nur wenig, wenn man von den in den freien Rhythmen bis in die Moderne nachweisbaren Nachklängen antikisierender Versmaße absieht, entspringt aber einer anderen Traditionslinie.

## Geschichte

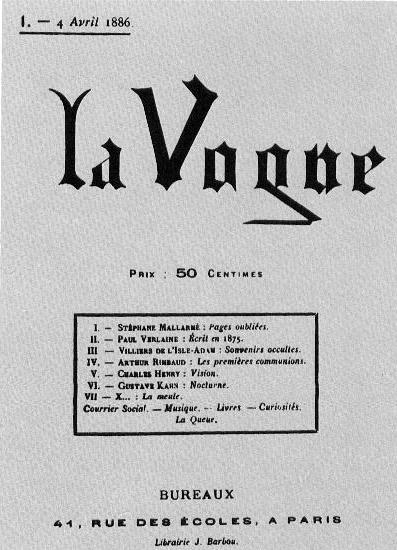
Titelblatt der ersten Nummer von La Vogue

Die programmatische Begründung ist auf das Jahr 1886 datierbar, als in der von Gustave Kahn herausgegebenen Zeitschrift La Vogue die Gedichte Marine und Mouvement von Arthur Rimbaud, Übersetzungen von Walt Whitmans Leaves of Grass von Jules Laforgue, Kahns Gedichtzyklus Intermède (der später auch als Teil von Les palais nomades erschien) sowie zehn Gedichte von Laforgue und weitere Beispiele freirhythmischer Dichtung von Paul Adam und Jean Moréas veröffentlicht wurden. Bald schon schlossen sich weitere Autoren der Bewegung des Verslibrisme (deutsch Verslibrismus) an. Als verslibristes der ersten Jahre zu nennen sind hier Jean Ajalbert, Edouard Dujardin, Albert Mockel, Francis Vielé-Griffin, Émile Verhaeren, Adolphe Retté, Maurice Maeterlinck, Camille Mauclair und Stuart Merrill. 
Von vielen als Akt der Befreiung enthusiastisch begrüßt, fand er auch Widerspruch und wurde als subversiv betrachtet, so führte der konservative Dichter Catulle Mendès in seinem offiziösen Rapport à M. le ministre de l'Instruction publique et des beaux-arts sur le mouvement poétique français de 1867 à 1900 (1902) diesen Ausbruch von lyrischem Anarchismus auf den Einfluss ausländischer Elemente wie des Exilperuaners Nicanor della Rocca del Vergalo (Poétique nouvelle, 1880) und der polnischen Jüdin Marie Krysinska (Rhythmes pittoresques, 1890) zurück. In der Tat ist umstritten, ob Rimbaud oder Krysinska als erste Vertreter des vers libre zu sehen sind, da erste Texte von Krysinska bereits 1882/1883 in Le chat noir erschienen. Es wurde dagegen allerdings eingewandt, dass diese Texte ursprünglich  Prosagedichte waren und erst bei der Publikation in den Rhythmes pittoresques 1890 durch entsprechenden Zeilenumbruch in die Form des vers libre gebracht wurden.
Als ein Beispiel wird das Gedicht Provence von Gustave Kahn zitiert::
C’est une face fine légère;

pourtant quelle noblesse vit dans ses traits menus,

et sa chair est claire,

non qu’elle évoque aucun aspect floral;

elle est chair, est claire

comme de la lumière astrale.

 

Le front est ample

et blanc comme un marbre de temple

où un fidèle a beaucoup prié;

les lèvres sont rouges pourpres,

non pourpre comme un hochet royal,

mais comme une une baie au gout profond,

au gout profond comme un sens

et qui renait dès qu’on le ceuille

et qui re,nait sous les baisers,

geste de faim de mes espérances.

 

Les yeux sont doux d’avoir contemplé

des mers d’argent bleui et des jardins près de la vague.

Ils ont gardé l’air attentif

et blessé par la douce musique

d’avoir entendu les plus belles chansons,

dans la douce langue des confins de la mer

la plus ardente et parfumée,

la divine Méditerranée.

 

Et quand elle sourit,

c’est la clarté sur les iles,

les iles blanches du lointain

qui s’éveillent sous le frais matin

de toutes leurs gerbes éblouies,

de toutes leurs herbes attendries.
Außerhalb Frankreichs blieb der Verslibrismus zunächst weitgehend unbekannt. Das änderte sich, als T. E. Hulme und F. S. Flint die französischen verslibristes 1909 im Londoner Poets Club vorstellten, der später die Keimzelle des Imagismus wurde. T. S. Eliot sprach von der Geburt des Imagismus als dem „üblichen und tauglichen Bezugspunkt für den Anfang moderner Lyrik“. Durch Vermittlung der Imagisten übte der vers libre dann einen nachhaltigen und bis heute andauernden Einfluss auf die europäische und angloamerikanische Lyrik aus. Als wichtige Vermittler sind hier neben Eliot Ezra Pound und Amy Lowell zu nennen.